# Hans Bernhard Kief

Hans B. Kief

Hans Bernhard Kief (* 25. April 1932 in Ludwigshafen am Rhein) ist ein deutscher Diplom-Ingenieur (FH) der Elektrotechnik und Fachbuchautor.

## Leben
Nach einer abgeschlossenen Lehre als Industrieelektriker und dem Studium der Elektrotechnik war Kief 34 Jahre in der NC/CNC-Technik zuerst als Entwickler, dann als Verkaufsleiter tätig. Das damals völlig neue Gebiet der „Lochstreifengesteuerten Automation“ hat ihn bis über seine berufliche Tätigkeit hinaus beschäftigt. In Zusammenarbeit mit der Flugzeug- und Automobilindustrie konzipierte er mehrere Funktionsbausteine für CNC-Maschinen, um die Funktionssicherheit von Maschinen und Steuerungen zu verbessern und teuren Ausschuss zu vermeiden. In diese Zeit fielen auch längere Aufenthalte bei NC-, Werkzeugmaschinen-, Triebwerks- und Flugzeugherstellern in den USA. Er war das erste deutsche Mitglied der American NC-Society, sowie Mitglied der Society of Manufacturing Engineers (SME) und der Computer and Automated Systems Association (CASA). Kief gründete 1975 die deutsche, später europäische NC-Gesellschaft und war deren 1. Ehrenvorsitzender. Die NCG e.V. wurde 2019 aufgelöst. Seit 2006 ist Kief Ehrenmitglied der CNC-arena.
Von 1988 bis 1999 war er als Gastdozent an der Dualen Hochschule Baden-Württemberg Mannheim tätig, Fachrichtung digitale, automatische Fertigungstechnik/Flexible Fertigungssysteme. 1987 wurde er in das Verzeichnis International Who´s Who in Education aufgenommen.
Kief ist Verfasser mehrerer Fachbücher und Urheber des 1976 mit Unterstützung mehrerer NC-Maschinenhersteller erstmals herausgekommenen NC/CNC-Handbuches, einer bis dahin fehlenden allgemein gültigen und leicht verständlichen Einführungshilfe in die Materie der zunehmend komplexeren Steuerungen. Im Juli 2020 erschien die 31. aktualisierte Auflage des CNC-Handbuchs mit 842 Seiten und erstmals mit 40 QR-Codes zum Aufruf von themenbezogenen Kurzvideos. Zusätzlich stehen als Ergänzung über 500 Folien im Power-Point-Format für Lehrkräfte kostenlos zur Verfügung.

## Werke
- Hans B. Kief, Helmut A. Roschiwal,  Karsten  Schwarz, CNC-Handbuch, Print-ISBN 978-3-446-45877-2, E-Book ISBN 978-3-446-46524-4; Carl Hanser Verlag München
- Englische Ausgabe: Hans B. Kief, Helmut A. Roschiwal: CNC-Handbook, 2013, McGraw Hill Verlag, New York; ISBN 978-0-07-179948-5
- Englische Ausgabe: Hans B. Kief, CNC for Industry, 2000, Hanser Gardner Publications, ISBN 978-1-569-90296-7
- Hans B. Kief: FFS-Handbuch, 1998, Handbuch der Flexiblen Fertigungssysteme, Carl Hanser Verlag, München, ISBN 978-3-446-19180-8
- Chinesische Ausgabe 2015/2016, Verlag China Machine Press, Verkauf ausschließlich in China. ISBN 978-7-111-56582-6
- Ausgabe 2021 in russischer Sprache: Die deutsche Ausgabe 2017 wurde in 3 Ausgaben unterteilt:  Teil 1: ISBN 978-601-338-492-4 ; Teil 2: ISBN 978-601-338-472-6;  Teil 3: ISBN 978-601-338-493-1 Ausgabe 2021 in kasachischer Sprache:  Die deutsche Ausgabe 2017 wurde in 3 Ausgaben unterteilt:  Teil 1: ISBN 978-601-338-488-7; Teil 2: ISBN 978-601-338-489-4;   Teil 3: ISBN 978-601-338-491-7  Verlag: Foliant Publishing House
- Die Aufteilung in 3 Ausgaben ist wie folgt:
- Buch 1: Allgemeine Grundlagen der CNC-Technik. Buch 2: Erweiterte CNC-Technik-Funktionen, NC-Programmierung und I 4.0. Buch 3: CNC-Maschinen, Antriebe, FFS, Roboter.